# 巴格斯
巴格斯，是西班牙阿拉贡自治区萨拉戈萨省的一个市镇。 总面积31平方公里，总人口39人（2001年），人口密度1人/平方公里。